# Rognes, Norge
Rognes är en by söder om Støren i Trøndelag fylke, i riktning mot Røros. Byn ligger i Midtre Gauldals kommun.
Det är en ort med knappt 200 invånare som ligger nära älven Gaula med laxfiske. Den viktigaste näringen är jordbruk. Tidigare fanns det även skofabrik, ryggsäcksfabrik och mekaniska verkstäder i Rognes. 

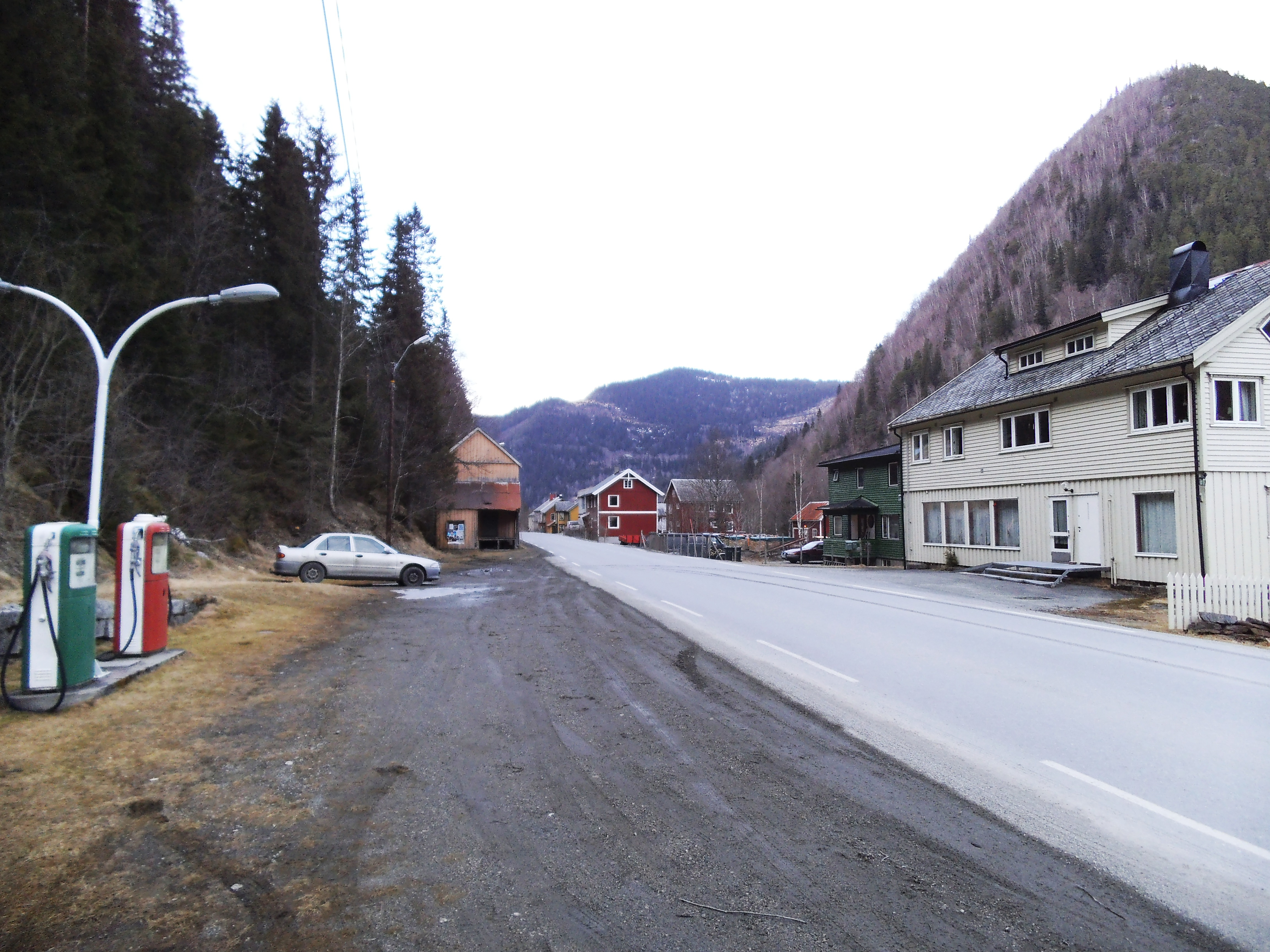
Rognes, Norge

Flera byskolor i slogs samman till Aune skola 1955, som var belägen på den västra sidan av Gaula. Senare byggdes en ny skola på östra sidan. Efter mycket diskussion stängdes även den skolan 1999. Skolbarn från Rognes får nu åka skolbuss till Støren.
I Rognes finns gården Bones tidigare Buanes, som omnämns i Snorres Heimskringla.
Rognes är uppväxtplats för Marit Bjørgen. Hon tävlar fortfarande för Rognes IL.